# Abbath (gruppo musicale)
Gli Abbath sono una band black metal norvegese formata nel 2015 dal chitarrista e cantante Abbath Doom Occulta dopo aver lasciato gli Immortal all'inizio del 2015. La band ha pubblicato il loro primo album, Abbath, il 22 gennaio 2016, e ha suonato dal vivo per la prima volta al Tuska Open Air 2015 .

## Storia
Nell'aprile 2015, Metalhammer ha annunciato che Abbath Doom Occulta aveva reclutato i membri di una nuova band, in particolare King ov Hell dei God Seed e il batterista Creature per partecipare alla band. Hanno anche reclutato il chitarrista e cantante dei Vredehammer Per Valla per un tour con la band come chitarrista solista. ll loro album di debutto omonimo, Abbath, è stato pubblicato il 22 gennaio 2016 dalla Season of Mist. Il 12 dicembre 2015 è stato annunciato che il batterista Creature ha lasciato la band. Diversi giorni dopo, il 15 dicembre, il membro dal vivo Per Valla lasciò la band. All'inizio del 2016 Gabe Seeber, indossando la maschera di Creature, si è unito come batterista dal vivo in sostituzione di Creature Kevin Foley e in sostituzione di Per Valla è Ole André Farstad, che ha suonato nell'album di debutto, si è unito come chitarrista dal vivo.
Il 6 ottobre 2016, gli Abbath hanno annunciato sulla loro pagina Facebook che stanno lavorando al loro secondo album, previsto per il 2017.
L'11 luglio 2018, King ov Hell ha lasciato la band a causa di opinioni contrastanti sui testi dell'album. Anche Emil Wiksten ha lasciato la band poco dopo.
Il 14 marzo 2019 hanno annunciato che il loro secondo album in studio Outstrider sarebbe stato pubblicato il 5 luglio 2019 e una nuova formazione che ha registrato l'album e si sarebbe esibita dal vivo è stata rivelata che includeva il batterista Ukri Suvilehto, il chitarrista Raud e la bassista italiana Mia Wallace.
Il 25 novembre 2019 Abbath ha annunciato tramite Facebook che sarebbe andato in riabilitazione per dipendenza a seguito di un concerto a Buenos Aires, in Argentina, cancellando il resto del tour sudamericano di Abbath. Il concerto è stato ritardato di due ore e si è concluso con Abbath che ha lanciato la sua chitarra tra la folla dopo diverse false partenze ed è stato scortato nel suo camerino. Ciò ha portato a una grande quantità di contraccolpi sui social media e violenti scontri con fan e polizia.
Il 28 gennaio 2020, Mia Wallace ha rivelato di non fare più parte della band. Questo messaggio le è stato trasmesso al telefono dal manager di Abbath poco prima dell'inizio del tour europeo di Outstrider 2020. Nessun annuncio formale è stato fatto dalla band, ma è stata sostituita al basso da Rusty Cornell.
Nel 2021 Abbath annuncia limminente uscita del nuovo album in studio del gruppo e Mia Wallace rientra nel gruppo.

## Formazione

Abbath, dal vivo a With Full Force 2018
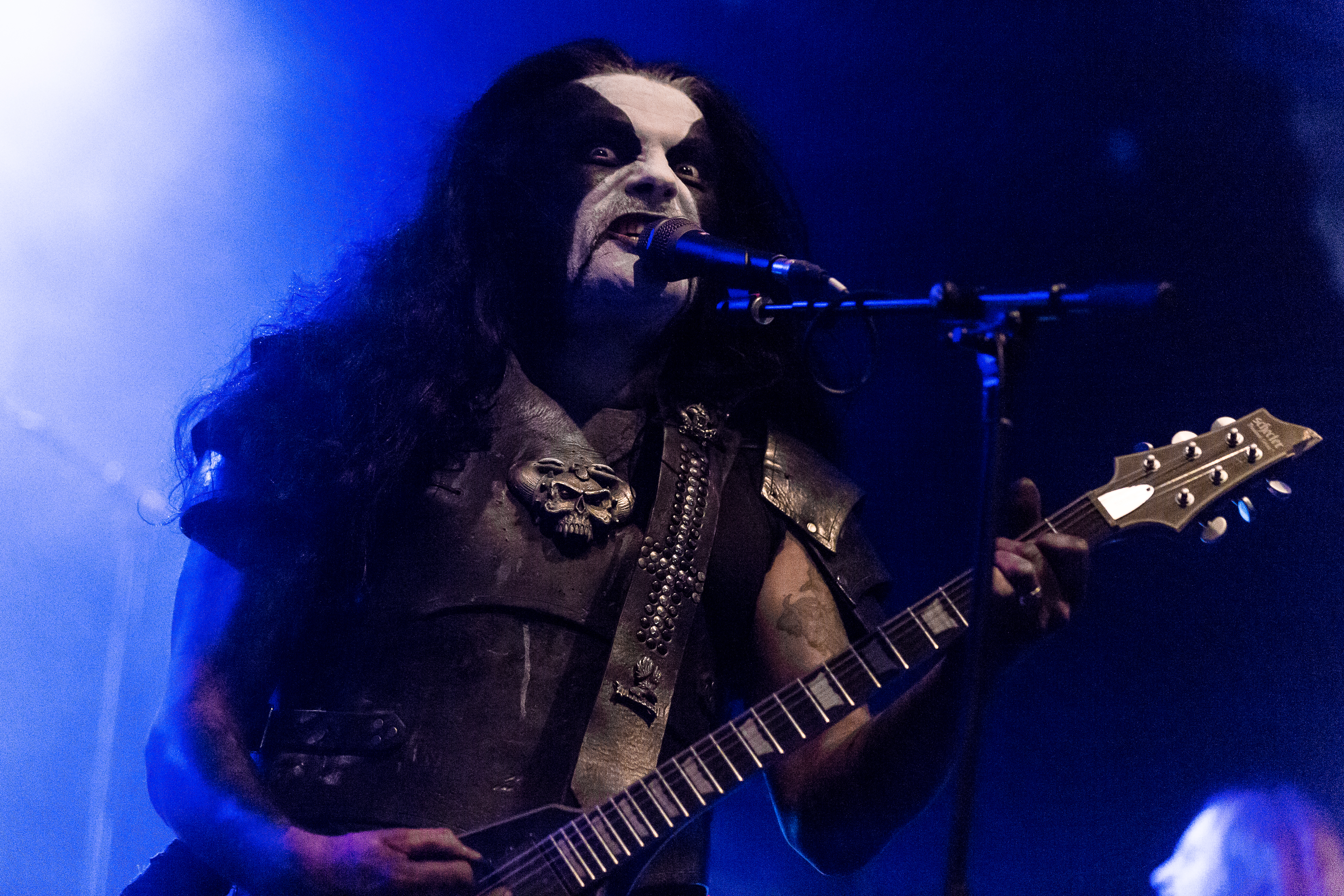
Il cantante Abbath
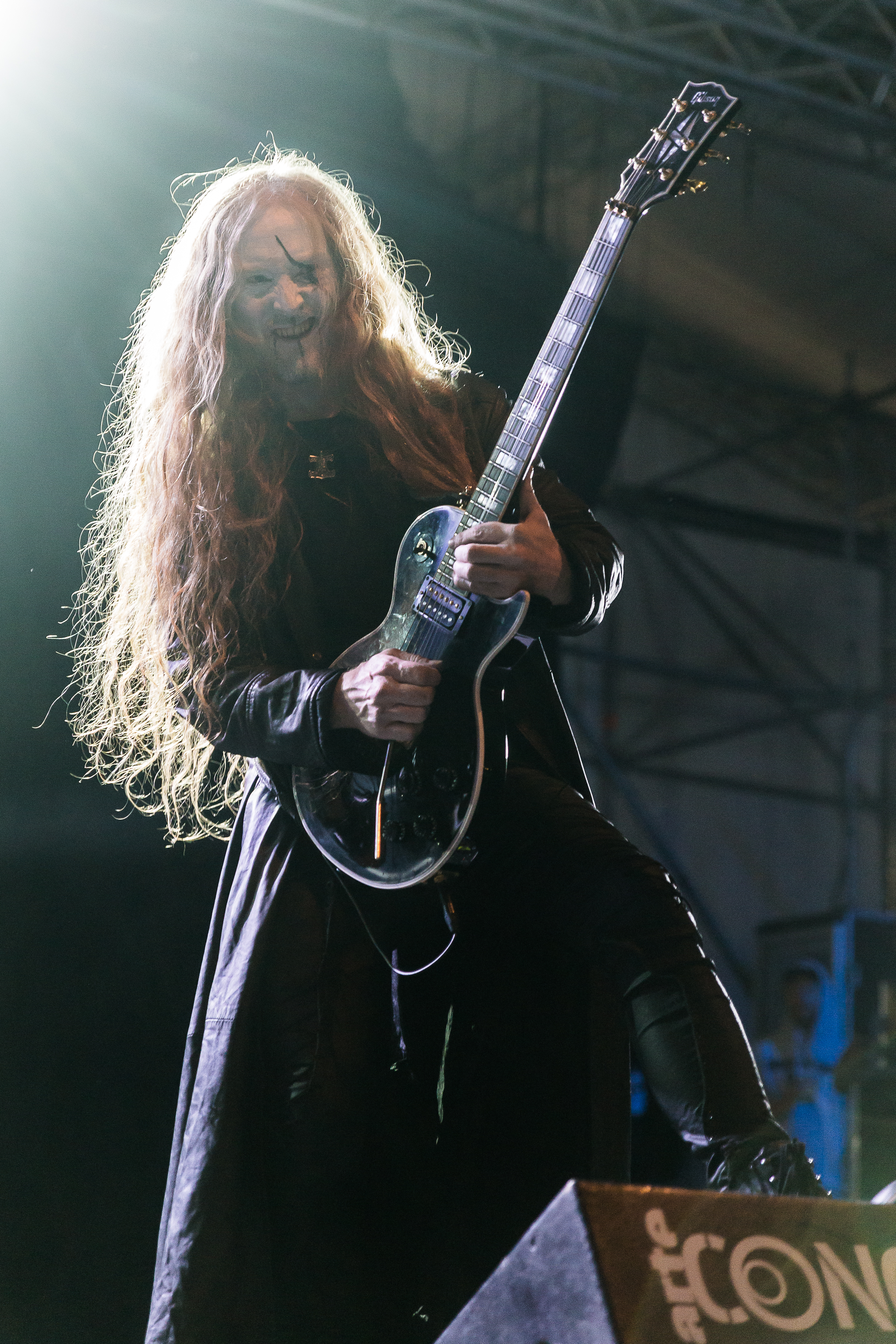
Il chitarrista Ole André Farstad
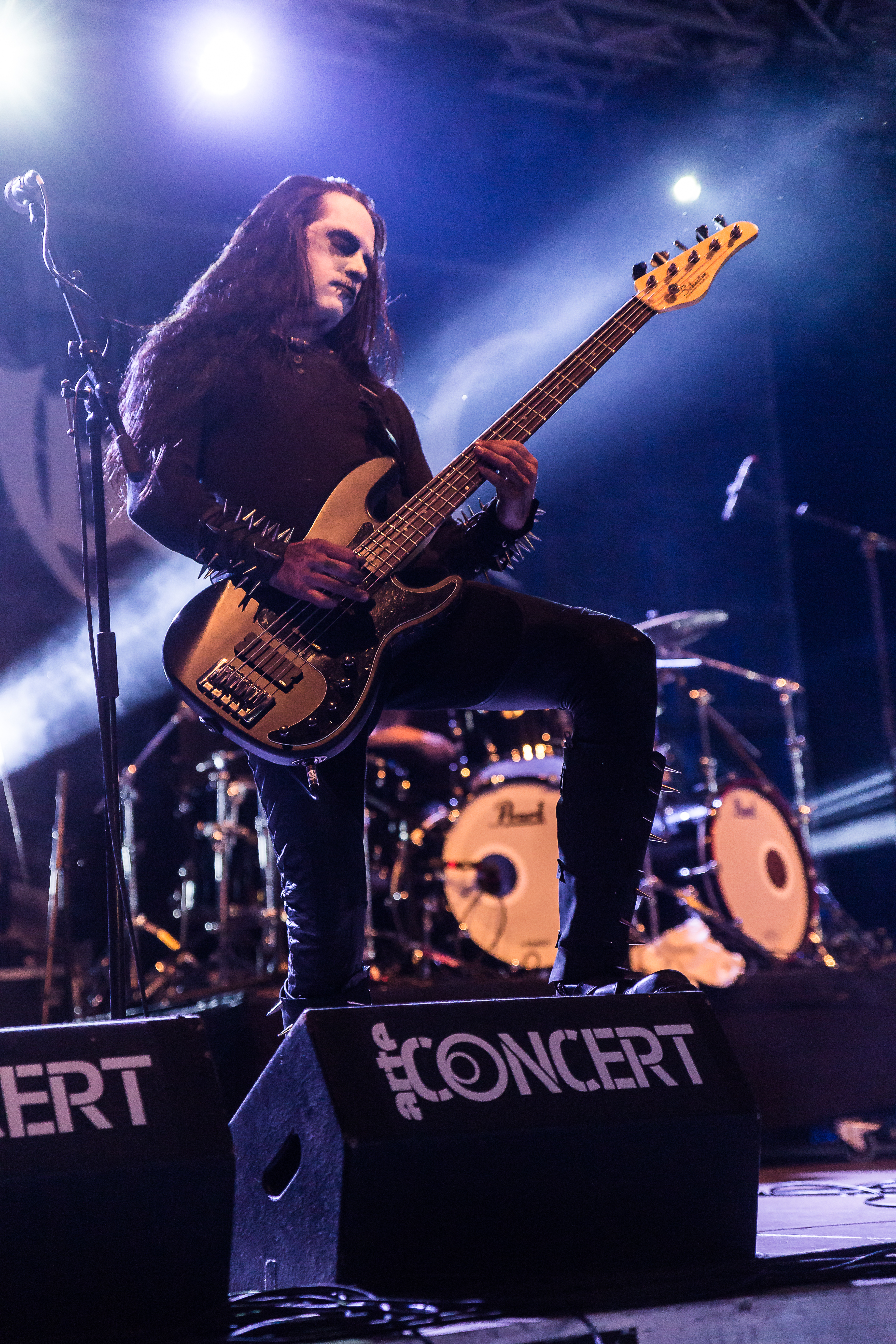
Il bassista Rusty Cornell
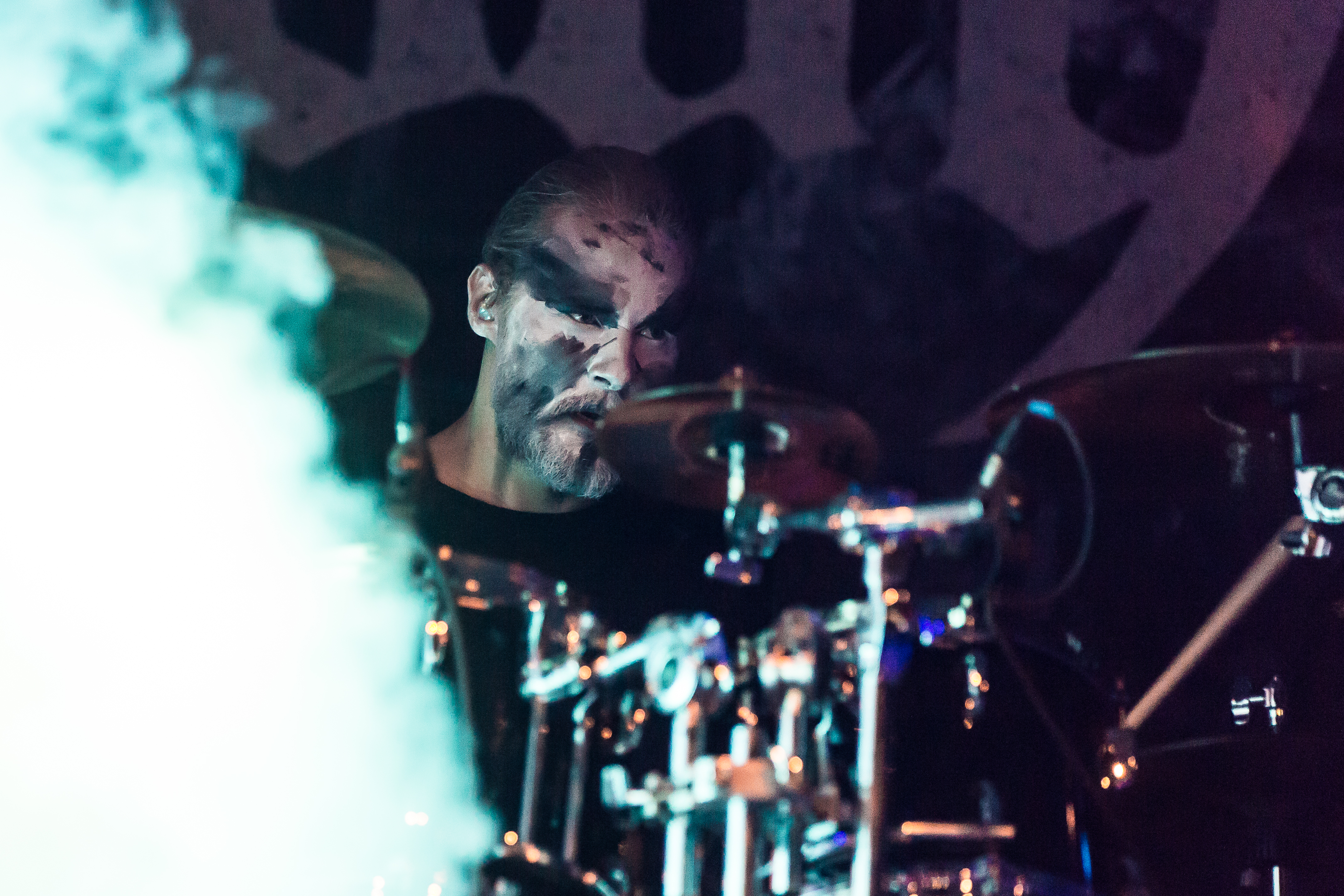
Il batterista Ukri Suvilehto

### Formazione attuale
- Abbath Doom Occulta – voce (2015–presente) chitarra ritmica (2015–2016, 2018–presente), basso (2018, 2020), chitarra solista (2015)
- Ole André "Raud" Farstad – chitarra solista (2015–2016, 2016–present), basso (2018, 2020)
- Mia Wallace – basso (2019–2020, 2021–presente)
- Ukri Suvilehto – drums (2018–present)

### Ex componenti
- King ov Hell – basso (2015–2018)
- Kevin "Creature" Foley – batteria (2015)
- Silmaeth – chitarra ritmica (2016–2018), chitarra solista(2016)
- Emil "Creature" Wiksten – batteria (2016–2018)

### Turnisti
- Rusty Cornell– basso (2016, 2018–2019, 2020–presente)

### Ex turnisti
- Per Valla – chitarra solista (2015)
- 'Creature' Gabe Seeber – drums (2015–2016)

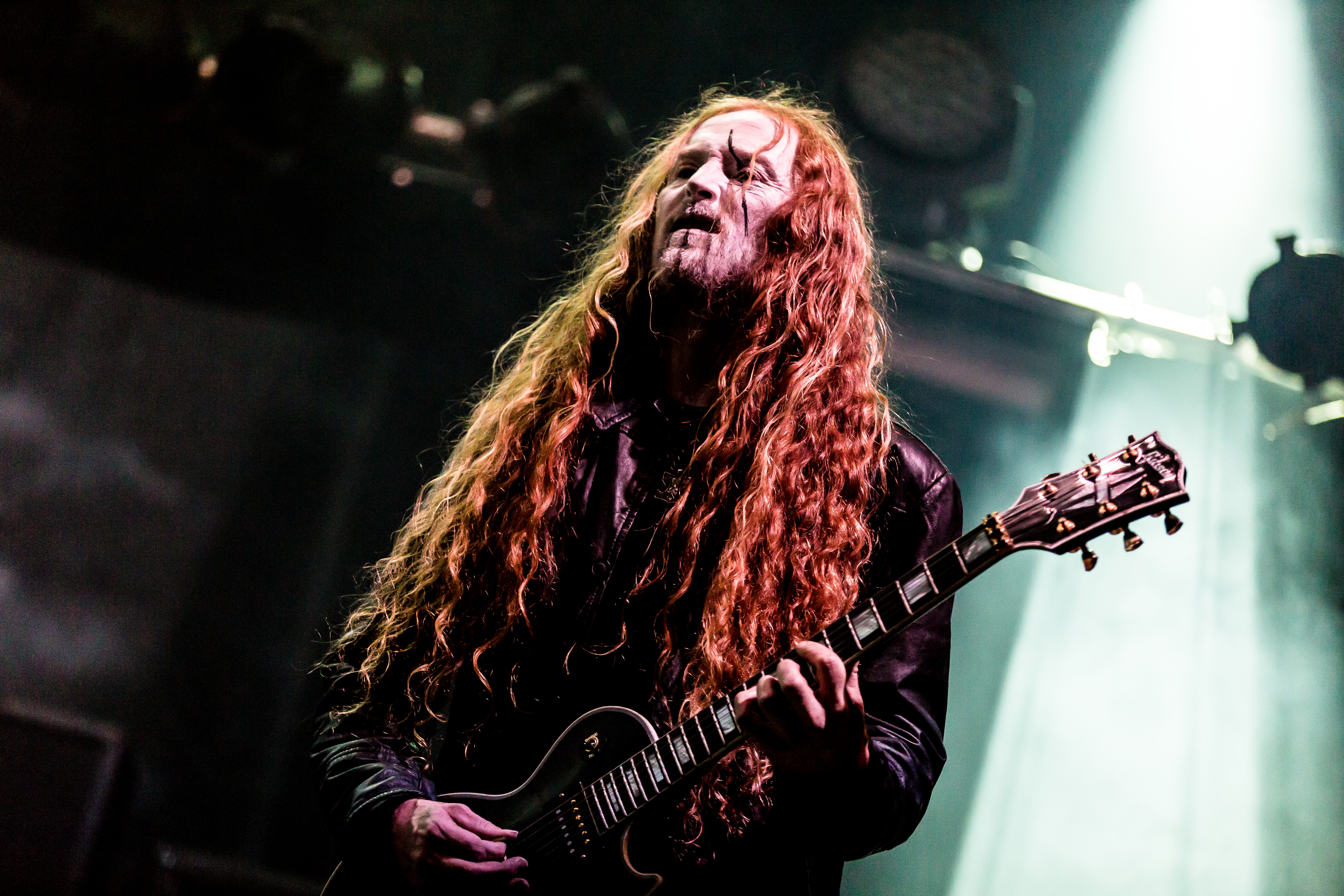
Il chitarrista Ole André Farstad al Party San 2017

- Dan Gargiulo – chitarra (2016)

## Discografia

### Album in studio
- Abbath (2016)
- Outstrider (2019)
- Dread Reaver (2022)